# 喚体句
喚体句（かんたいく）は、詩や俳句、短歌で用いられる修辞法の一つ。国語学者・山田孝雄による山田文法の用語。

## 概略
「主語－述語」の形式を使用せずに、「新鮮な空気よ」といった風に体言を提示して結びとする文の修辞法。これは主として感動や希望を表現する際に多用され、「感動喚体句」と「希望喚体句」の二つに分かれる。山田は、喚体句が「主語－述語」の関係がなくとも文の体をなしている点に着目した。